# Janusz I Starszy

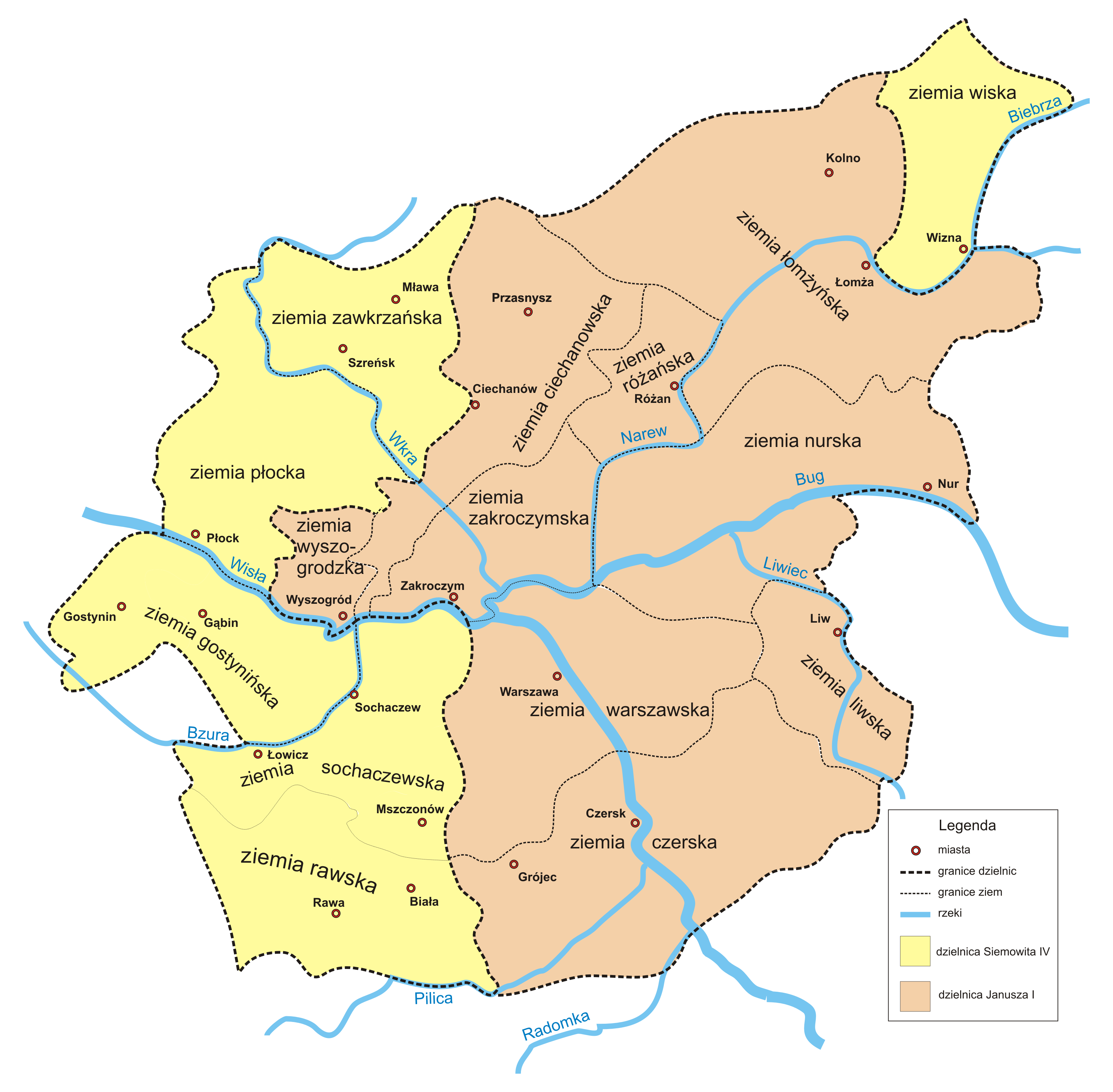
Podział Mazowsza
(1381–1426)

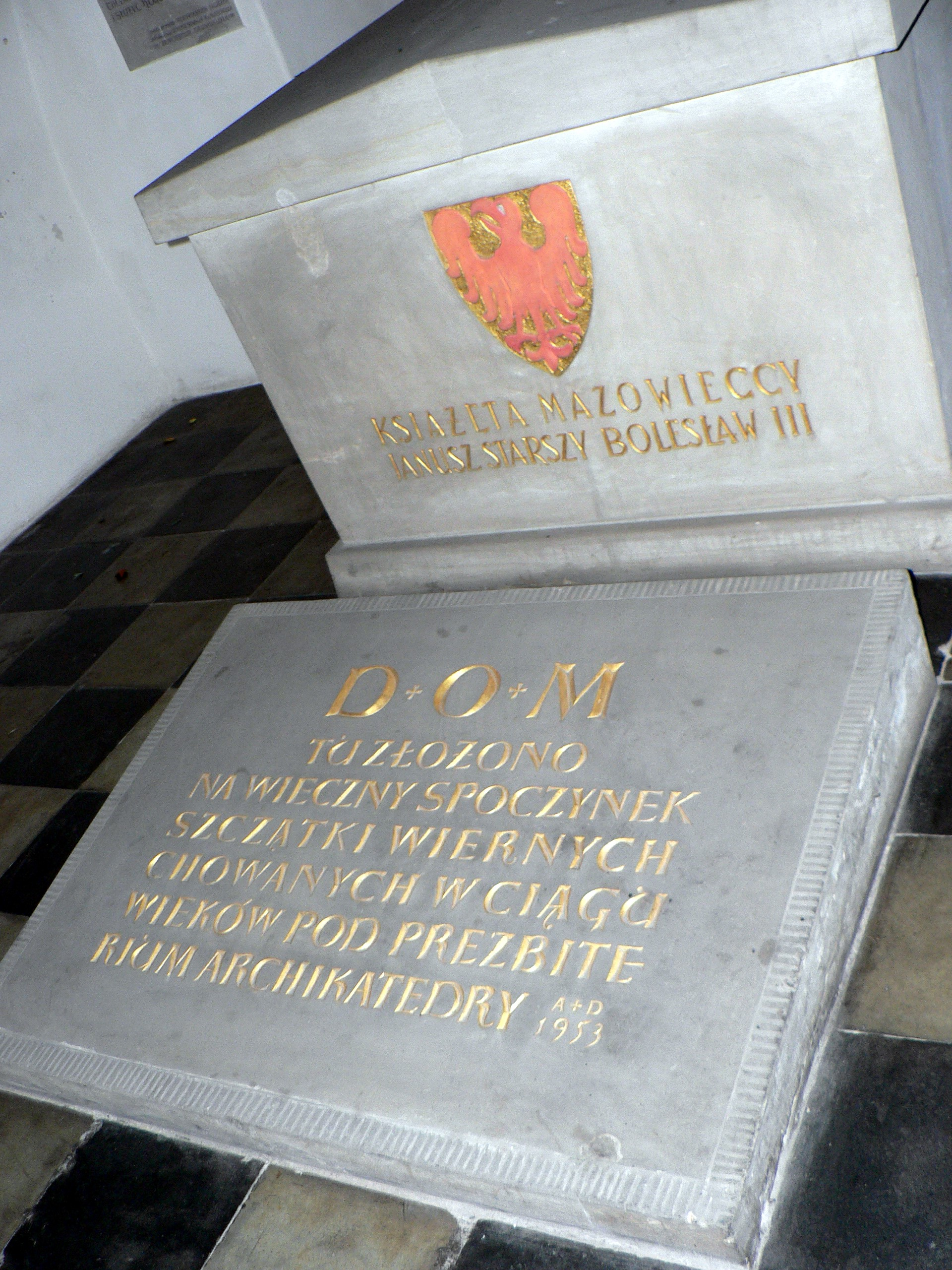
Miejsce pochówku Janusza Starszego i Bolesława III w bazylice archikatedralnej św. Jana w Warszawie

Janusz I Starszy (warszawski) (ur. ok. 1346, zm. 8 grudnia 1429) – od 1373/1374 książę warszawski, od 1381 w wyniku podziału książę na Warszawie, Nurze, Łomży, Liwie, Ciechanowie, Wyszogrodzie i Zakroczymiu, lennik Polski, od 1391 na Podlasiu (dożywotnio).

## Życiorys
Janusz I był najstarszym synem księcia mazowieckiego Siemowita III i Eufemii Opawskiej. Na skutek pomyłki Jana Długosza wcześniej przyjmowano, że Janusz urodził się w 1329. Dopiero współcześnie datę tę udało się skorygować na znacznie późniejszą, tj. na ok. 1346. Świadczy o tym fakt wydzielenia dopiero na przełomie 1373/1374. Januszowi własnej dzielnicy (ze stolicą w Warszawie).
Do ostatecznego podziału dzielnicy pomiędzy Janusza a jego brata Siemowita IV doszło dopiero po śmierci ojca w 1381. Wtedy też Janusz otrzymał ostatecznie w swoje posiadanie ziemie: warszawską, nurską, liwską, łomżyńską, ciechanowską, wyszogrodzką i zakroczymską.

### Polityka wobec Polski
W swojej polityce Janusz stał wiernie na stanowisku ścisłej współpracy z Polską i jej kolejnymi władcami – Ludwikiem Andegaweńskim, Jadwigą i Władysławem Jagiełłą. Wyrazem tego były kolejne hołdy lenne składane przez Janusza w latach 1373, 1383 i 1387. W ten sposób Janusz sprzeciwił się polityce swojego brata Siemowita IV, który próbując wykorzystać trudności Andegawenów chciał zdobyć koronę polską dla siebie. Po śmierci króla Polski i Węgier Ludwika uznał prawo Jadwigi do korony polskiej. W tym też celu w 1383 udał się nawet do Budy, gdzie zaoferował wsparcie zbrojne, w zamian za co uzyskał stałą pensję w wysokości 24 000 florenów rocznie pobieraną z dochodów z żup solnych w Bochni. Polityka proandegaweńska już wkrótce zaowocowała uchronieniem dzierżaw Janusza przed zniszczeniem przez wojska stojącego na czele obozu legitymistów – późniejszego cesarza Zygmunta Luksemburczyka.

### Polityka wobec Litwy i zajęcie Podlasia
Powodem braku większego zainteresowania sytuacją w Polsce mogła być sprawa wojny domowej na Litwie pomiędzy wielkim księciem Jagiełłą a jego stryjem Kiejstutem. Janusz korzystając z panującego na Litwie zamieszania w 1382 r. zajął zbrojnie należące dotąd do sąsiada Podlasie z Drohiczynem jako wiano swojej żony Anny Danuty (córki Kiejstuta). Nabytek ten nie okazał się jednak trwały, gdyż jeszcze w tym samym roku zwycięskiemu Jagielle udało się odzyskać straty. Książę mazowiecki, nie chcąc dodatkowo zaogniać sytuacji, uciekającego z Litwy Witolda przyjął niezwykle chłodno, a po odmowie przyjęcia przez niego chrztu odesłał niewygodnego gościa do Krzyżaków.
Do pogodzenia Jagiełły z Januszem doszło w 1387, kiedy to książę mazowiecki po wyborze Jagiełły na króla Polski uznał jego władzę i wziął następnie udział w podróży króla do Wilna w celu chrystianizacji kraju. Dobrych stosunków z Jagiełłą nie popsuł fakt ponownej wizyty w 1389 na Mazowszu skłóconego z królem Polski Witolda, w trakcie której Janusz odmówił po uczcie Witoldowi złotego pucharu, co ten odebrał jako zniewagę. Władysław Jagiełło w dniu 2 września 1390 nadał dożywotnio Januszowi sporne Podlasie z Drohiczynem, Mielnikiem, Bielskiem Podlaskim i Surażem („terram nostram Drohiczensen, Melnyk, Surasz, Byelsko ac omnibus villis in eisdem districtubus”).

### Polityka wobec zakonu krzyżackiego
Przyjazne stosunki łączące Janusza z Polską i Litwą spowodowały stan permanentnej wrogości względem Mazowsza ze strony zakonu krzyżackiego. W 1393 z nieznanych bliżej powodów doszło do porwania księcia, z budowanego nad granicą zamku w Złotorii nad Narwią, przez krzyżackiego komtura Bałgi Rudolfa i Walrodora komtura Ragnety i odstawienia go do Malborka przed oblicze wielkiego mistrza Konrada von Jungingen. Być może Krzyżakom chodziło o sprowokowanie nieprzygotowanej Polski do wojny z zakonem. Na skutek interwencji Władysława Jagiełły, który wysłał do Krzyżaków posłów, Janusz został przez Krzyżaków uwolniony. W 1404 Krzyżacy ponownie porwali księcia Janusza wraz z żoną i synami i uprowadzili do państwa zakonnego. Zwolnili ich po kolejnej interwencji króla Polski.
W 1409 komtur Ostródy i komtur Brandenburga najechali na księstwo Janusza. W latach 1409–1411 Janusz wziął udział po stronie polskiej w wielkiej wojnie z zakonem krzyżackim. Na terenie władztwa Janusza pod Czerwińskiem zostało wyznaczone miejsce koncentracji zjednoczonych wojsk polsko-litewskich. Stamtąd też książę mazowiecki na czele zorganizowanej przez siebie chorągwi rycerstwa udał się pod Grunwald, gdzie 15 lipca 1410 wziął udział w bitwie. Następnie Janusz uczestniczył w dalszej części kampanii otrzymując od króla w podzięce nadanie zamków krzyżackich w Nidzicy, Ostródzie i Olsztynie. Nabytki te wobec niezdobycia Malborka i podpisania pokoju toruńskiego nie okazały się jednak trwałe. Podpisał pokój toruński 1411.
Kiedy w 1414 wybuchła kolejna wojna Polski z Krzyżakami, Janusz ponownie zdecydował się poprzeć swojego suwerena wypowiadając wojnę państwu zakonnemu. Tym razem jednak, zapewne z powodu wieku, sam nie wziął udziału w kampanii wysyłając na wojnę syna Bolesława.
Był sygnatariuszem pokoju mełneńskiego 1422.

### Polityka wewnętrzna i reformy gospodarcze
W polityce wewnętrznej Janusz zajął się gruntowną reformą polityki gospodarczej księstwa kontynuując nadania prawa chełmińskiego. Na prawie niemieckim lokował 24 miasta m.in. Czersk (1383), Ciechanów (1400), Różan (1403), Nową Warszawę (1408), Drohiczyn (1408), Łomżę (1418), Grójec (1419), Maków Mazowiecki i Mińsk Mazowiecki (1421), Kolno i Tykocin (1425), Przasnysz i Ostrołękę (1427), Kamieńczyk (1428) oraz Piaseczno (1429). Niezwykle ważnym krokiem było również przeniesienie w 1406 swojej głównej siedziby z podupadającego Czerska do nowego prężnie rozwijającego się ośrodka – Warszawy, czego wymownym znakiem było uczynienie z kościoła pod wezwaniem św. Jana kolegiaty oraz zbudowanie zamku (najstarszej części późniejszego Zamku Królewskiego). Książę fortyfikował swoje księstwo budując także inne zamki, np. w stołecznym Czersku, Liwie i Ciechanowie.

### Rodzina
Janusz I Starszy był żonaty z córką wielkiego księcia litewskiego Kiejstuta i siostrą Witolda – Danutą Anną, z którą doczekał się trzech synów: Janusza, Bolesława i Konrada. Długowieczny książę mazowiecki przeżył jednak wszystkich swoich potomków, w związku z czym w testamencie tron przekazał wnukowi po średnim synu Bolesławie, noszącemu imię ojca Bolesławowi IV.
Janusz zmarł 8 grudnia 1429 w Czersku, a pochowany został w kościele św. Jana w Warszawie.

## Inne informacje
- Na warszawskiej Woli, na osiedlu Koło znajduje się ulica Księcia Janusza, biegnąca prostopadle pomiędzy ulicami Górczewską a Obozową, jak i również stacja metra Księcia Janusza.
- Książę Janusz został ukazany w filmie przygodowym dla młodzieży pt. Pierścień księżnej Anny z 1970 (w rolę księcia wcielił się Andrzej Szalawski).
- Dostojnik jest jednym z bohaterów powieści Henryka Sienkiewicza Krzyżacy, w filmie Aleksandra Forda grał go Tadeusz Białoszczyński.
- Książę Janusz jest patronem hufca ZHP Warszawa Centrum.